# Râul Hășdate
Valea Hășdate (sau Valea Hăjdate) este un afluent de stânga al râului Arieș.

## Descriere
Valea Hășdate se intinde pe o distanță de 31 km, având o suprafață de acumulare de 215 kmp. Își îmbogățește apele cu ajutorul mai multor pâraie, venite din versantul stâng și drept.
Acest pârâu a săpat Cheile Turzii (prin ridicarea lentă a culmii de calcare jurasice). 
In Cheile Turzii, peste Valea Hășdate există 4 punți, numerotate în felul următor, în sensul curgerii apelor văii: 

- Puntea 1 („Podul Peșterilor”) 

- Puntea 2 („Mijlocul Cheii”) 

- Puntea 3 („Vizuina spălată”) 

- Puntea 4 („Portița Cheilor”). 

In cursul timpului, punțile avariate au fost refăcute de mai multe ori.
Un afluent de stȃnga al văii Hășdate este pȃrȃul-torent Vapa, cu confluență lȃngă cabana din Cheile Turzii. Acest torent a avariat grav, printr-o puternică viitură în anul 1899, vechiul adăpost (refugiu) din Cheile Turzii.
După ieșirea din Cheile Turzii, apa râului formează, până aproape de satul Cornești, Defileul Hășdatelor, ce prezintă o sumedenie de rupturi de pantă, cu repezișuri și cascade repezi. 
La ieșirea din Cheile Turzii valea își schimbă direcția de curgere, îndreptându-se spre sud, către satul Cornești, unde se varsă în Arieș. La cca 1,5 km înainte de vărsare, valea se îngustează și formează cascada Ciucaș, la poalele căreia, din cauza forței de cădere a apei, s-a născut un mic lac, mult agreat de turiști.

## Galerie de imagini

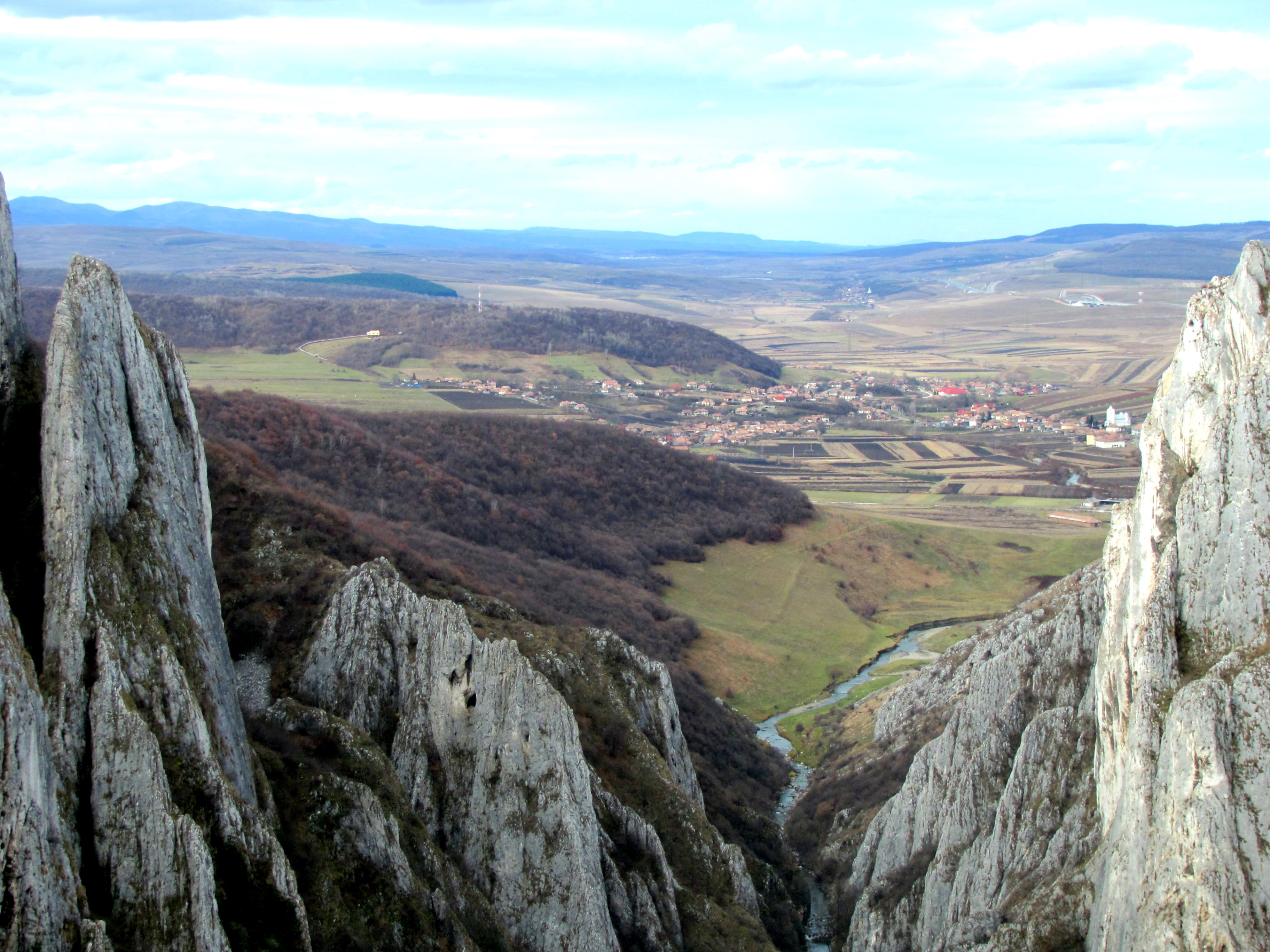
Râul Hășdate la intrarea în Cheile Turzii
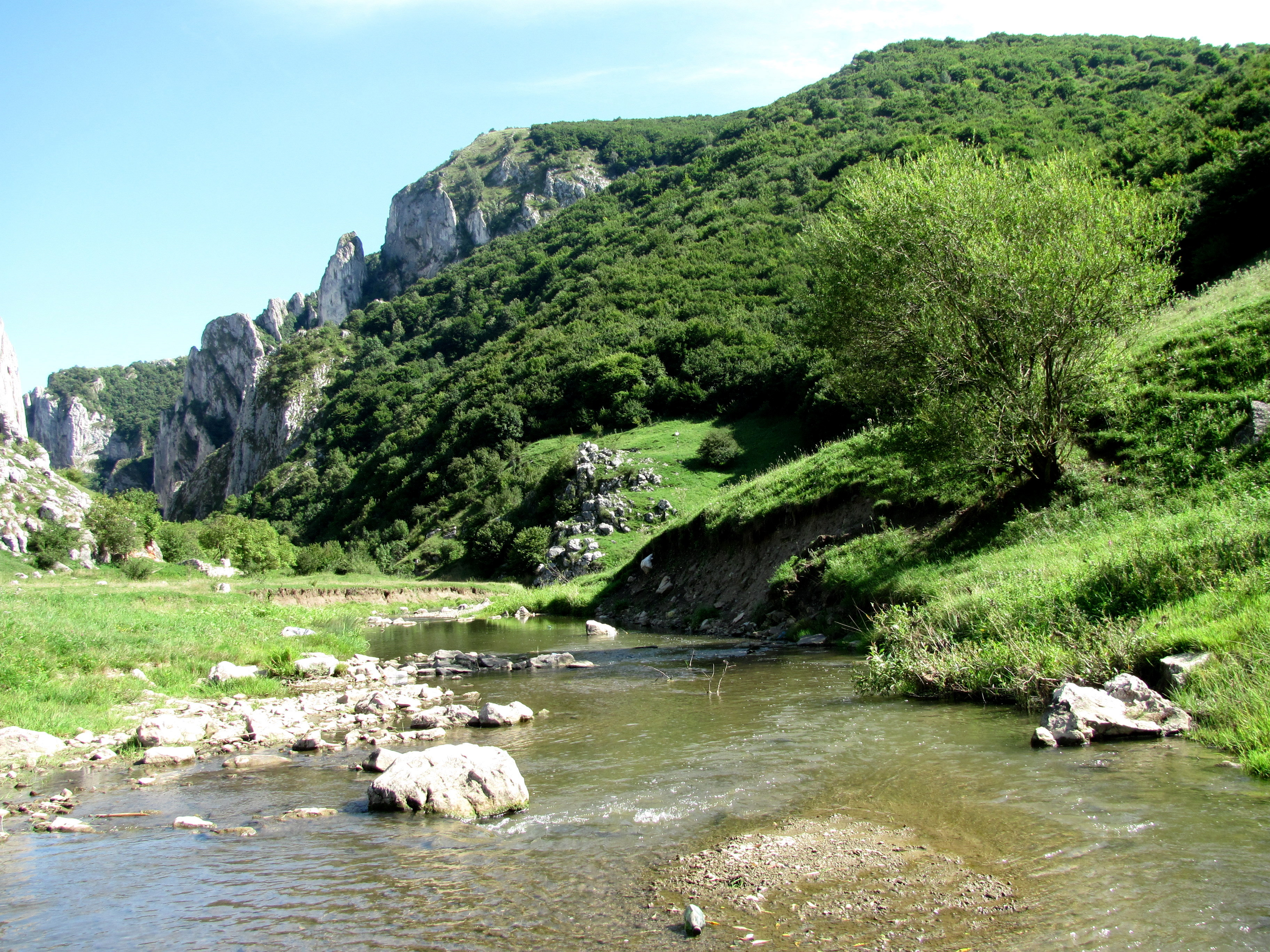
Râul Hășdate la intrarea în Cheile Turzii
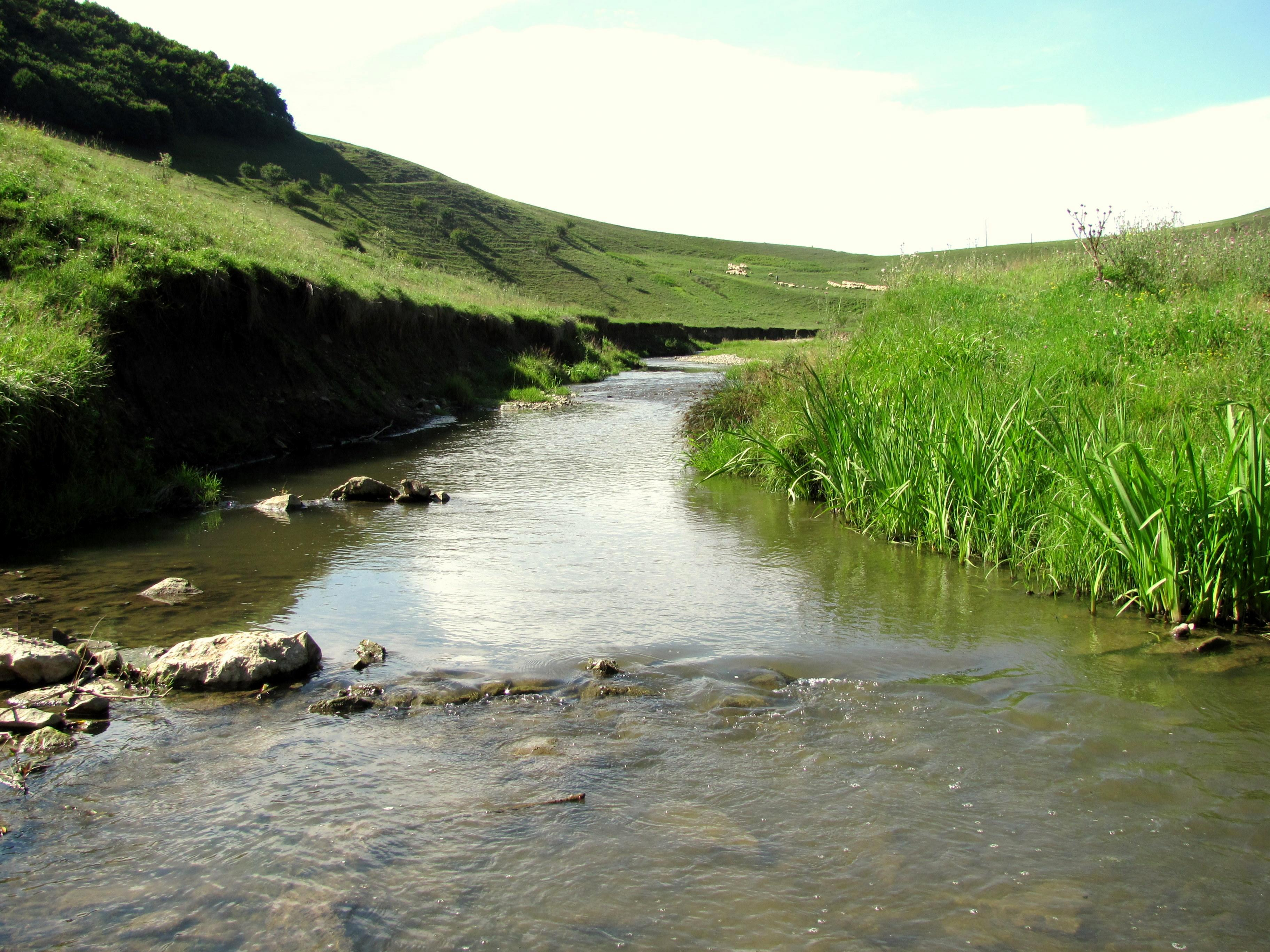
Râul Hășdate la intrarea în Cheile Turzii
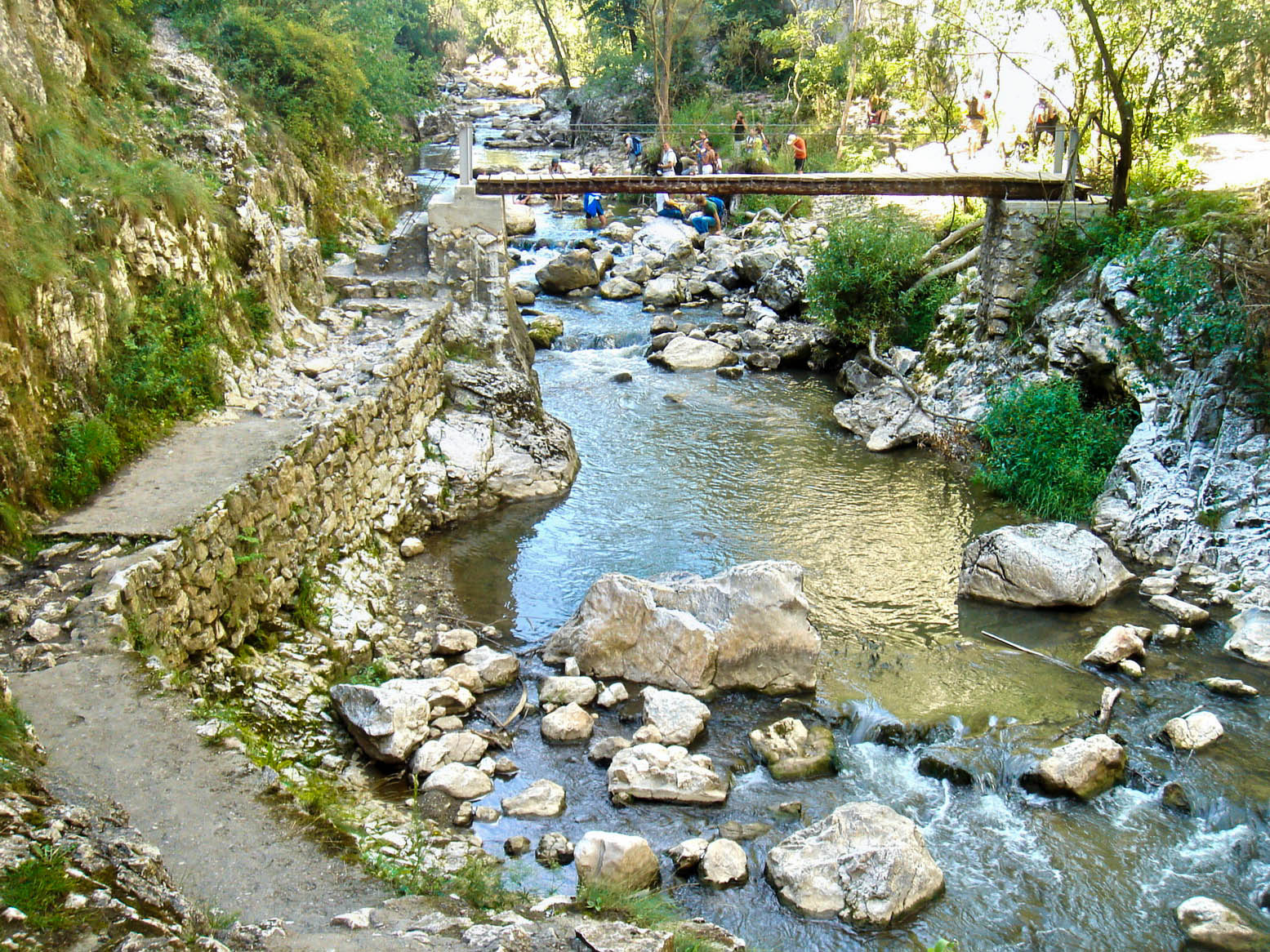
Cheile Turzii Puntea nr.I peste Râul Hășdate
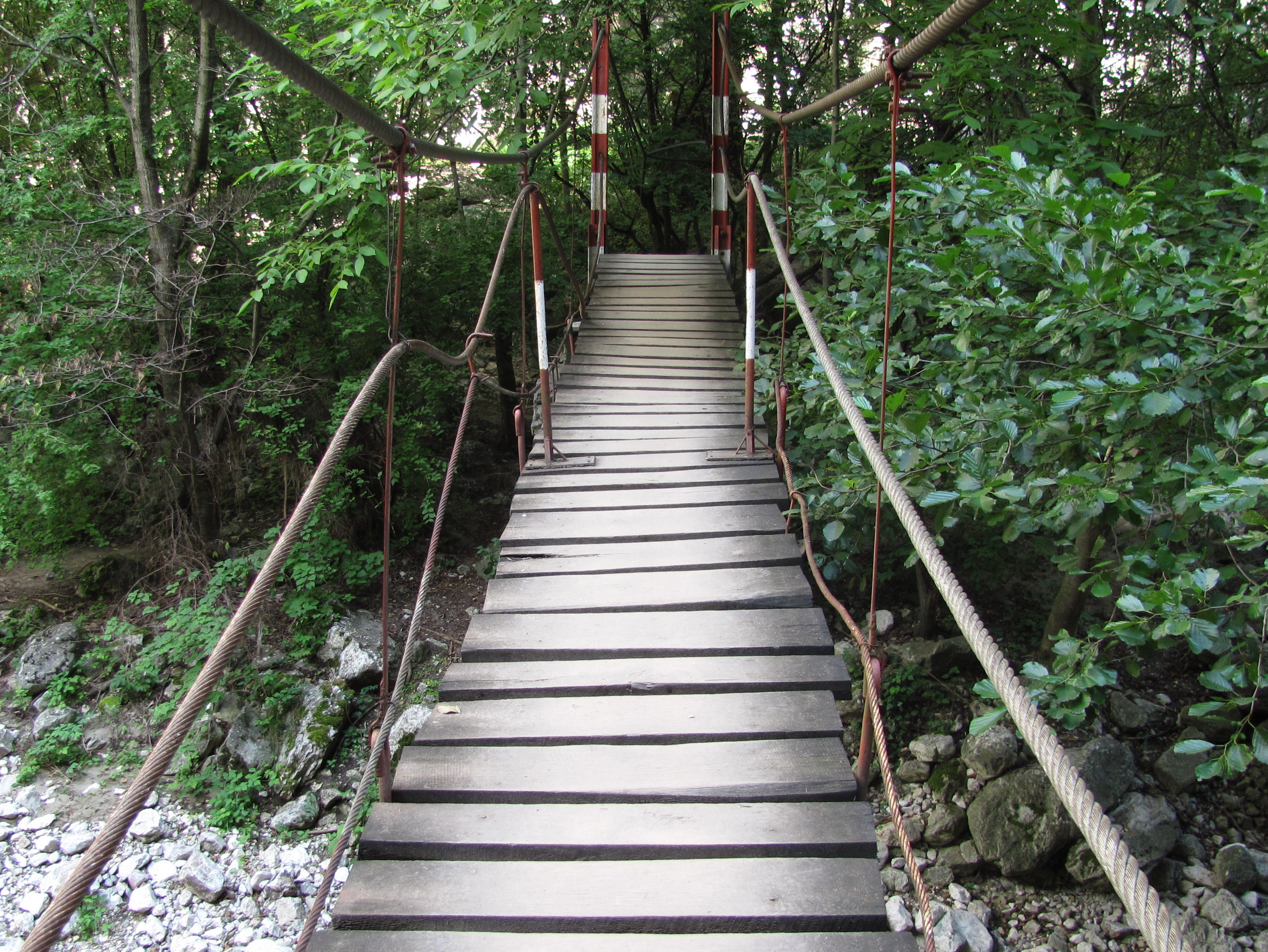
Cheile Turzii Puntea nr.II peste Râul Hășdate
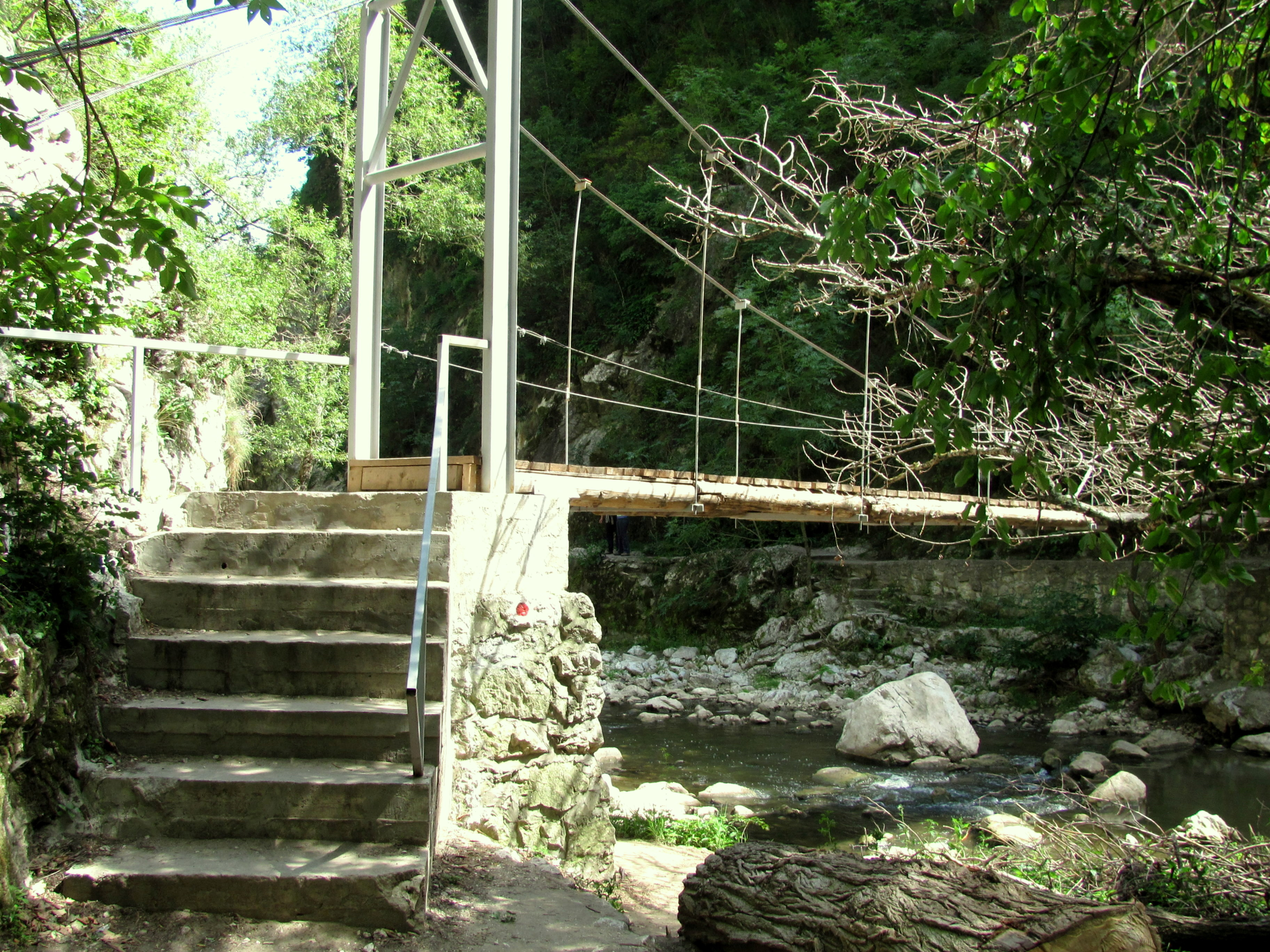
Cheile Turzii Puntea nr.III peste Râul Hășdate
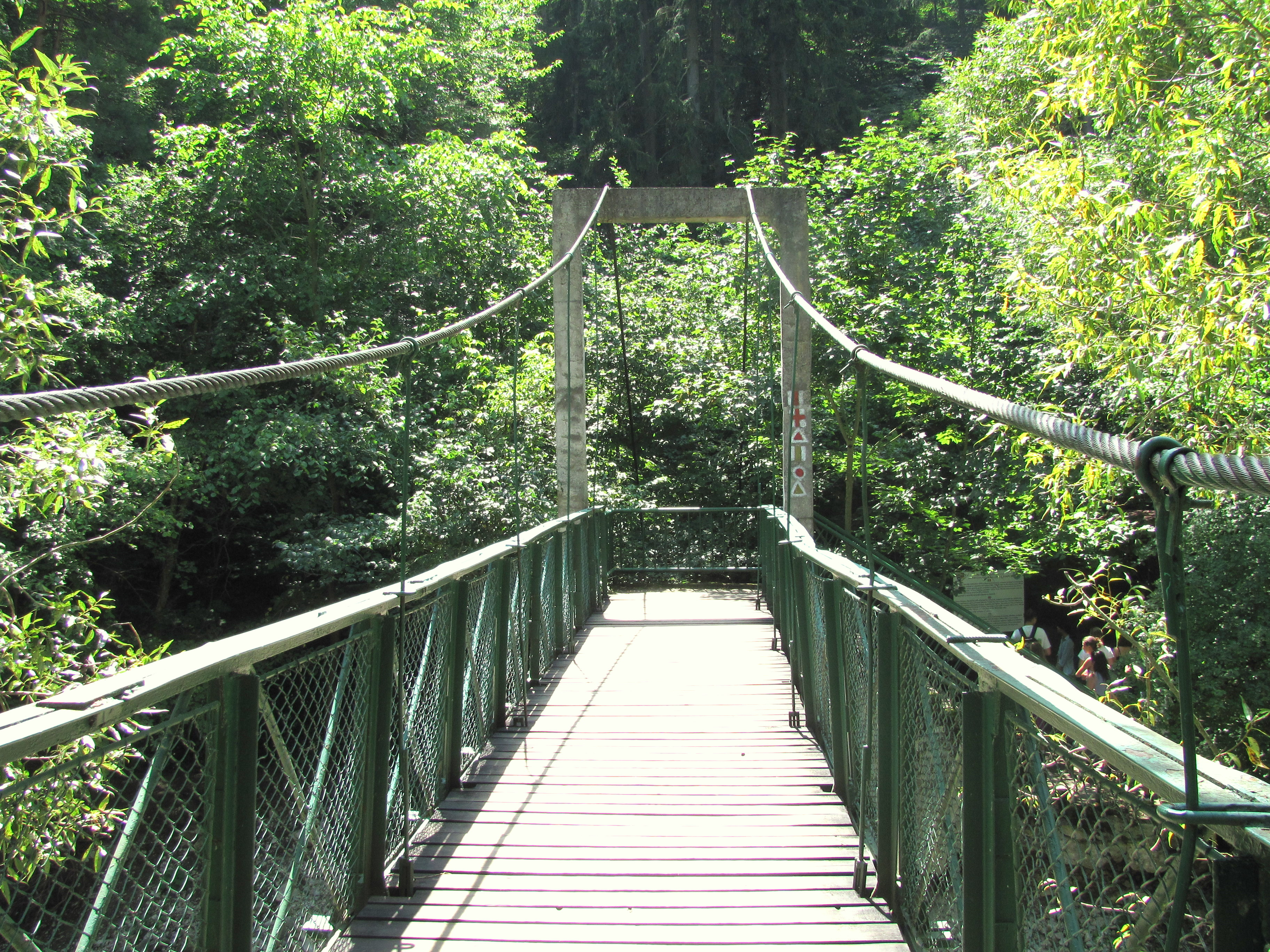
Cheile Turzii Puntea nr.IV peste Râul Hășdate
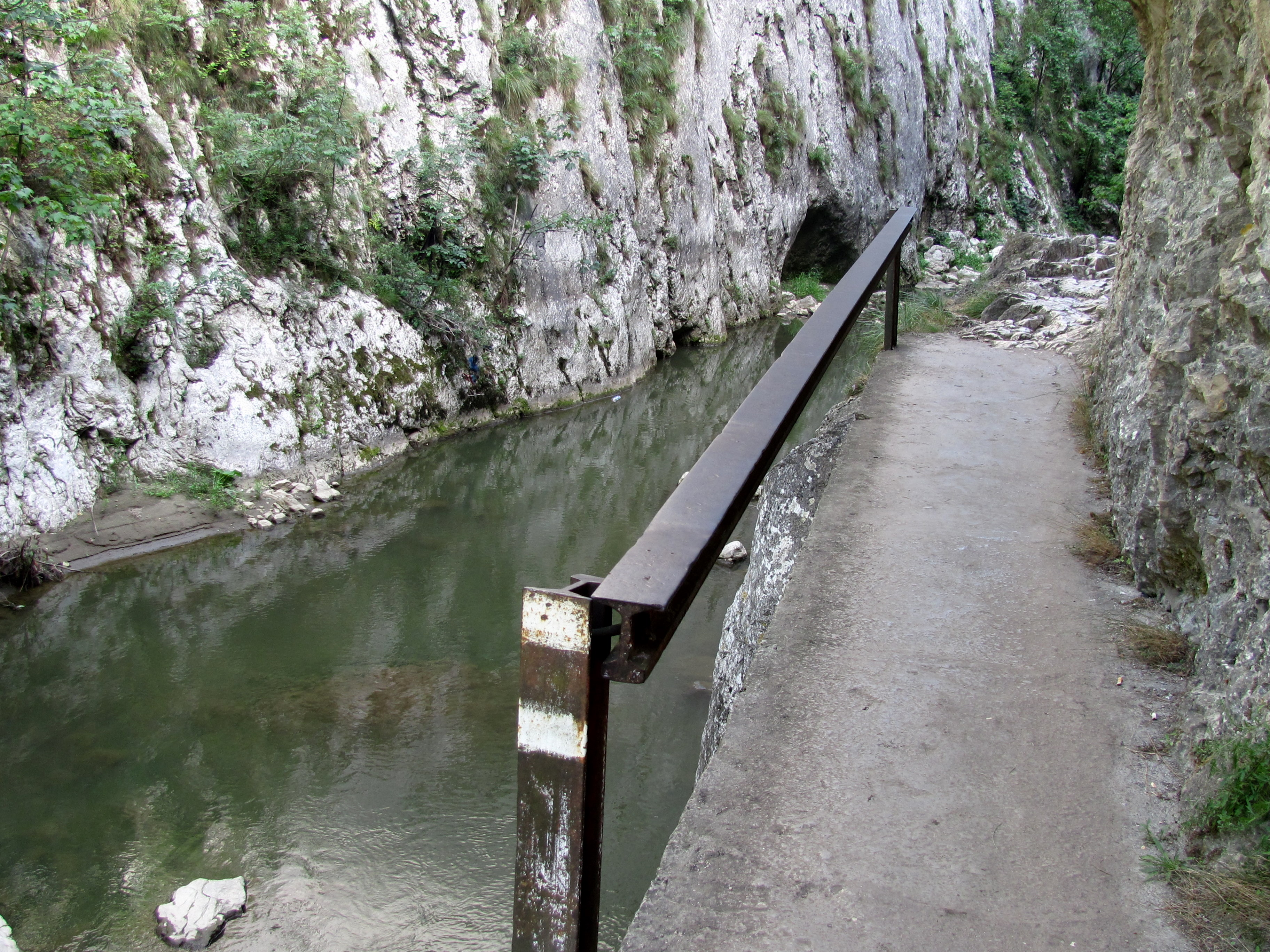
Cheile Turzii Pod de beton cu balustrada langa Râul Hășdate
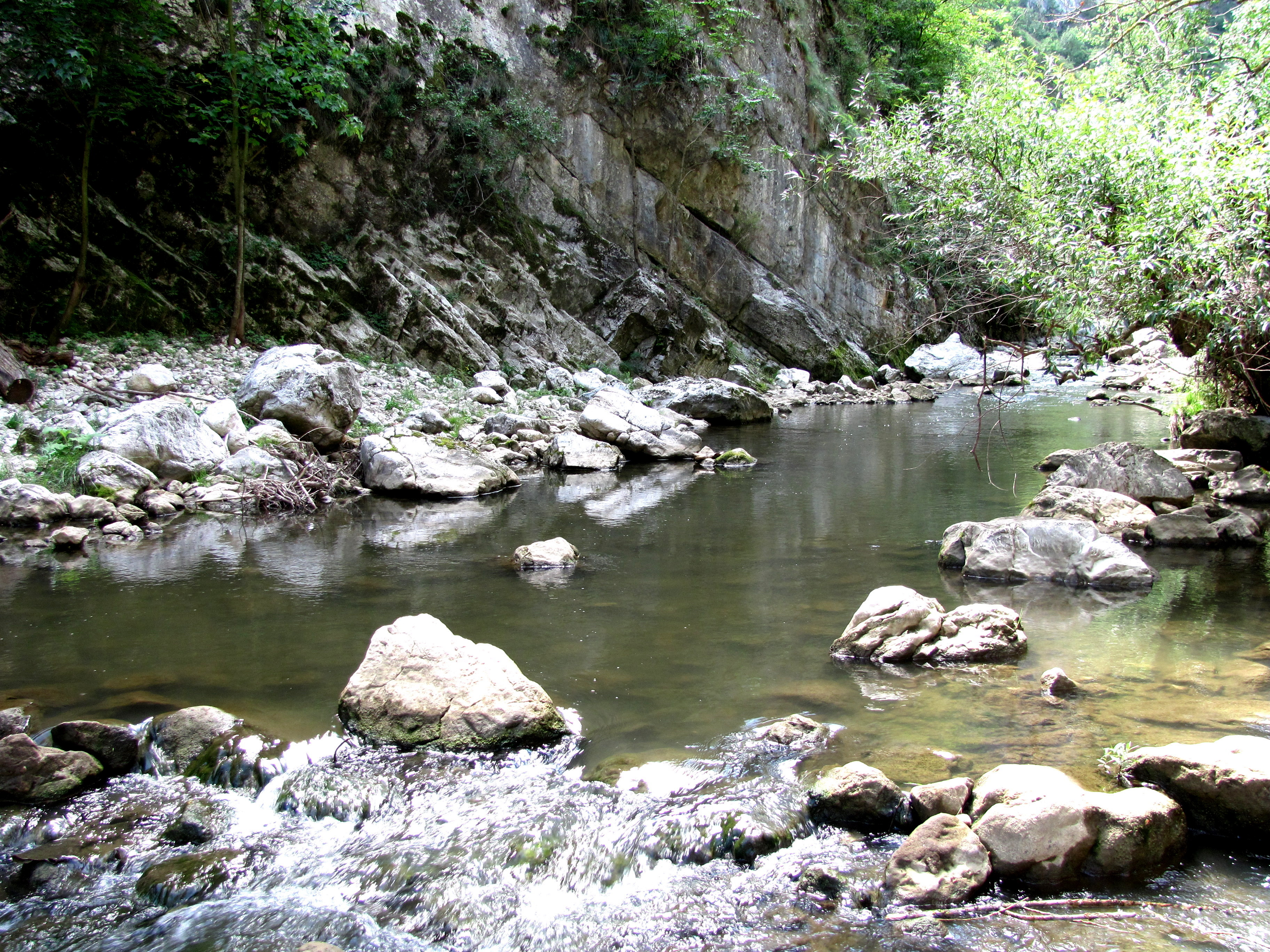
Cheile Turzii Râul Hășdate
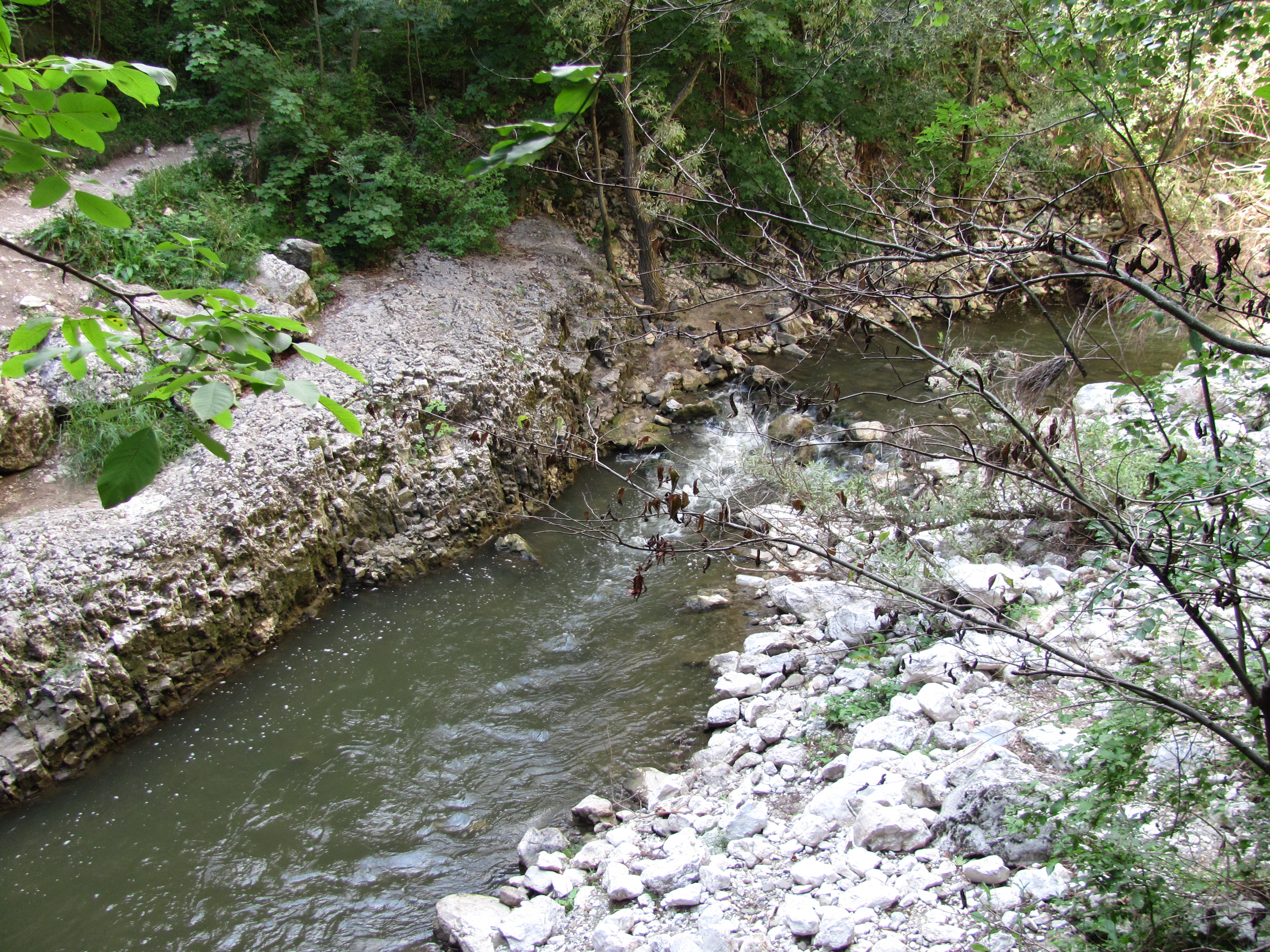
Cheile Turzii Râul Hășdate
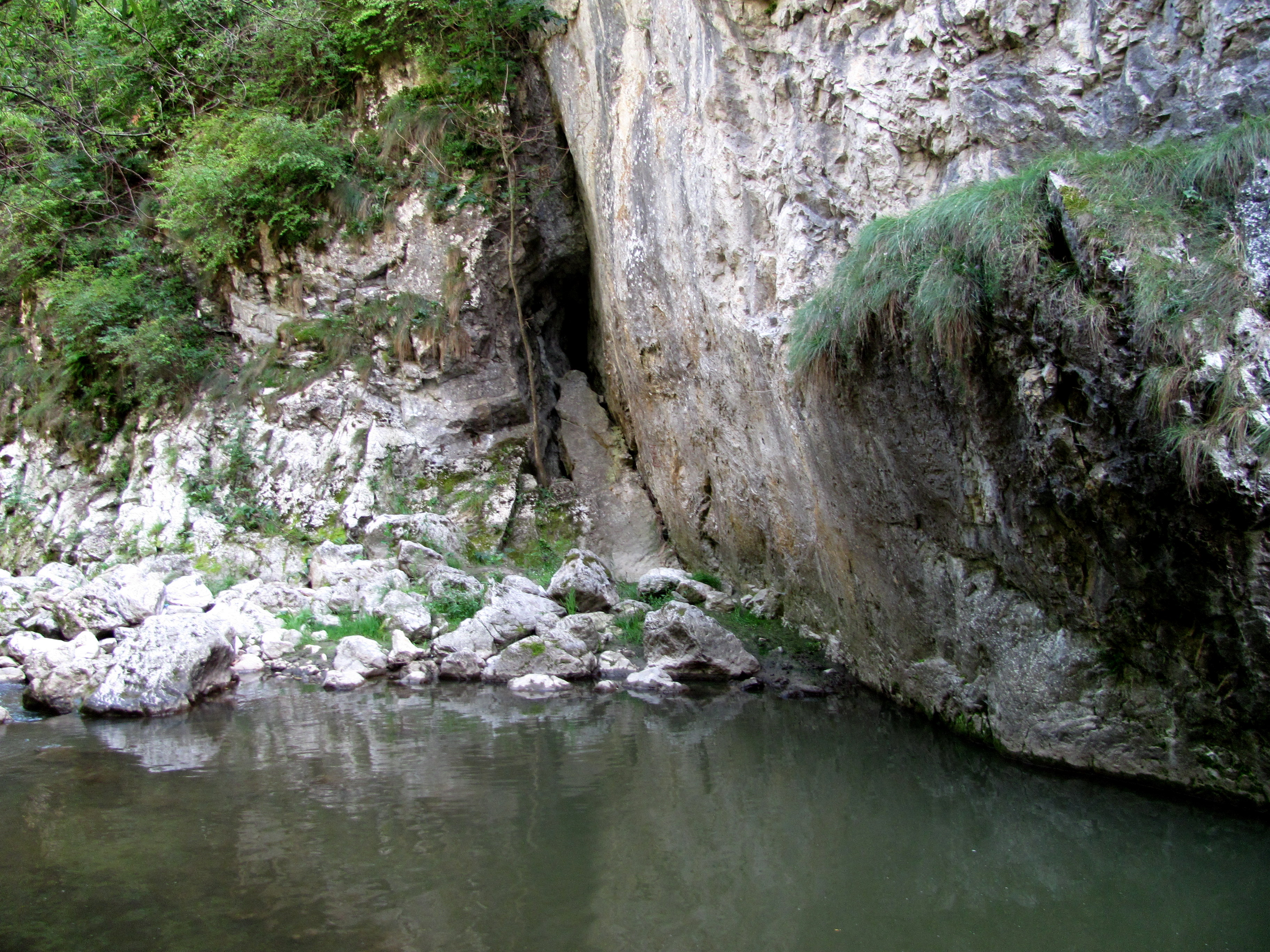
Cheile Turzii Râul Hășdate
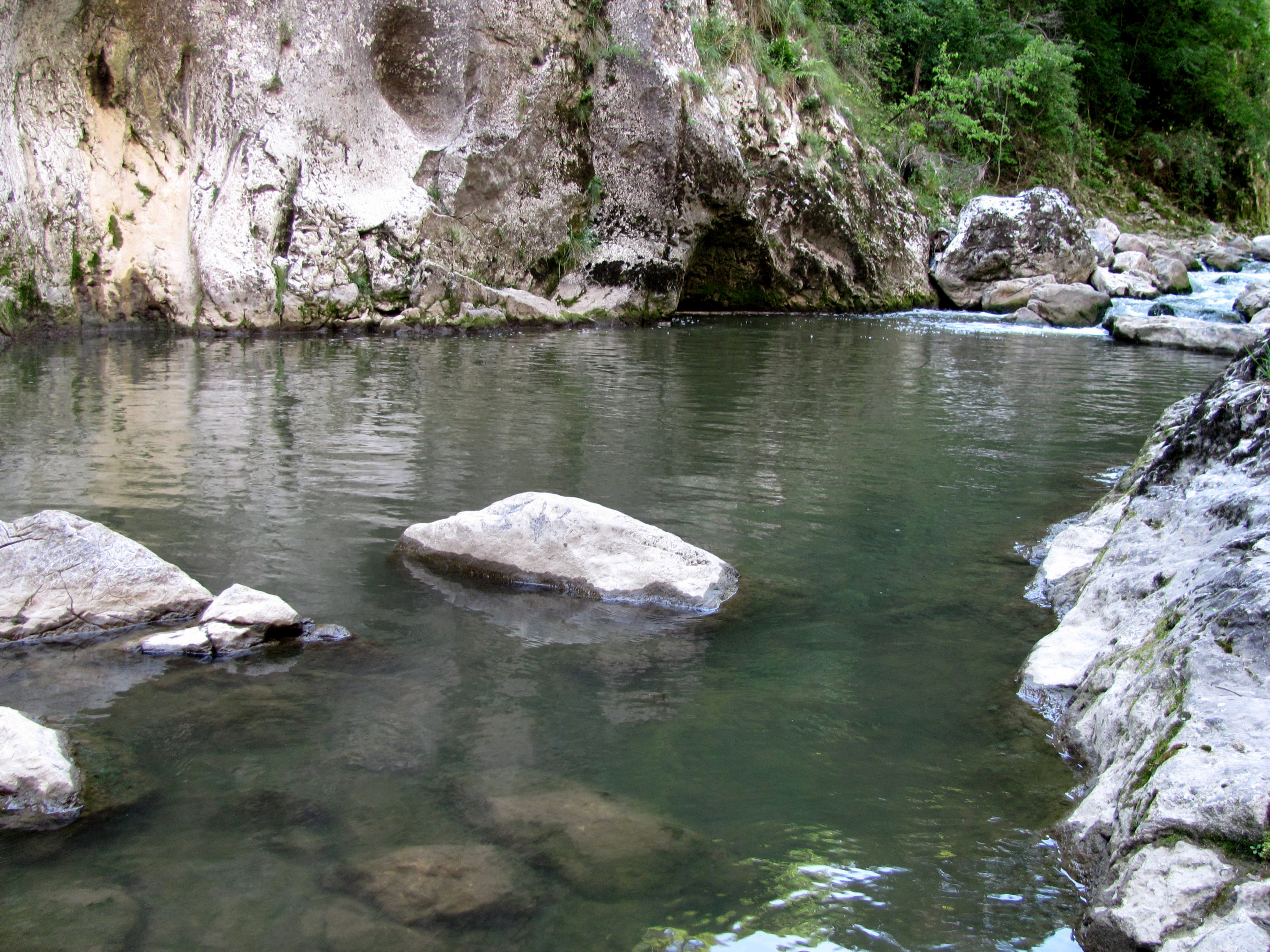
Cheile Turzii Râul Hășdate
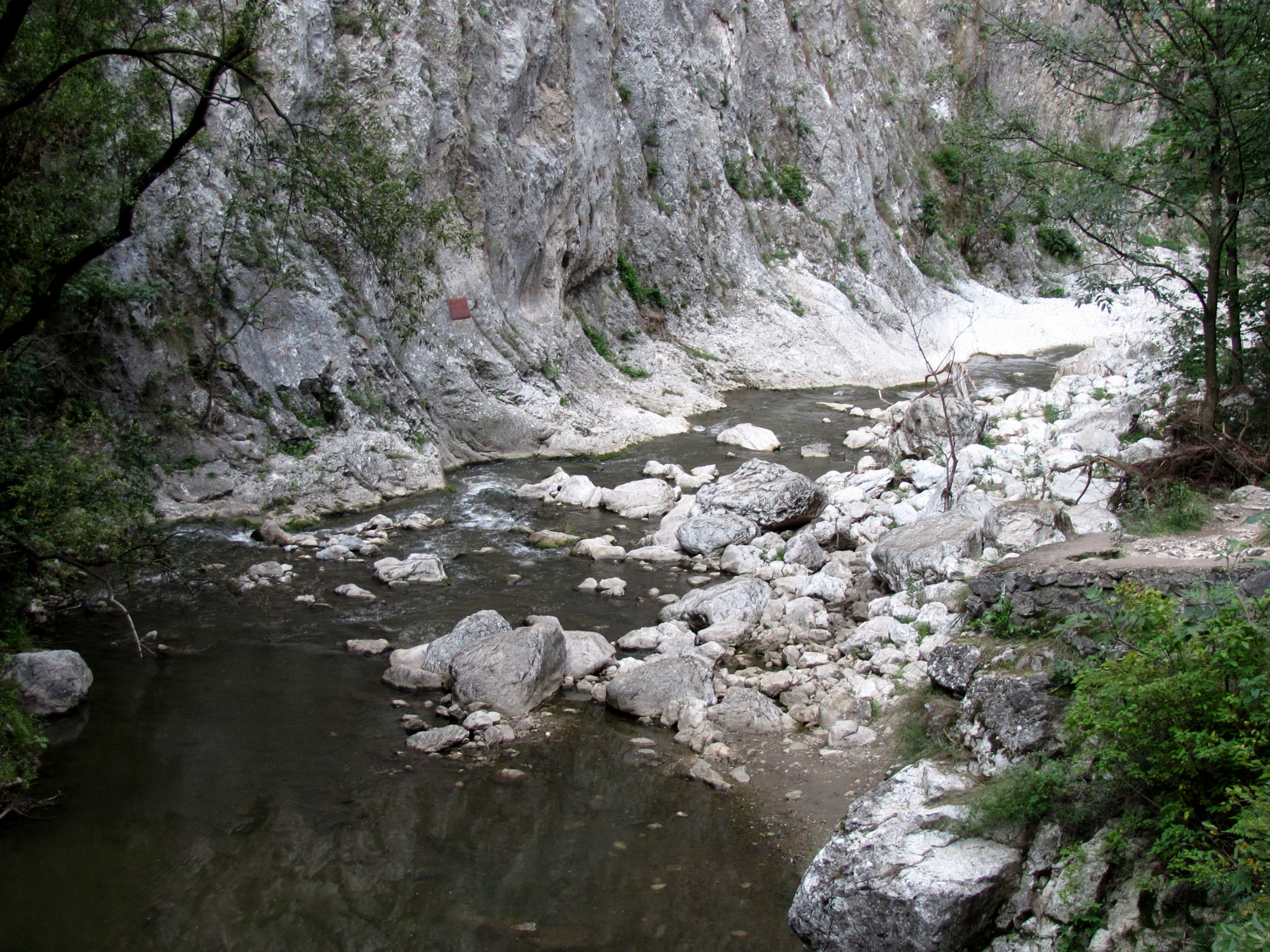
Cheile Turzii Râul Hășdate
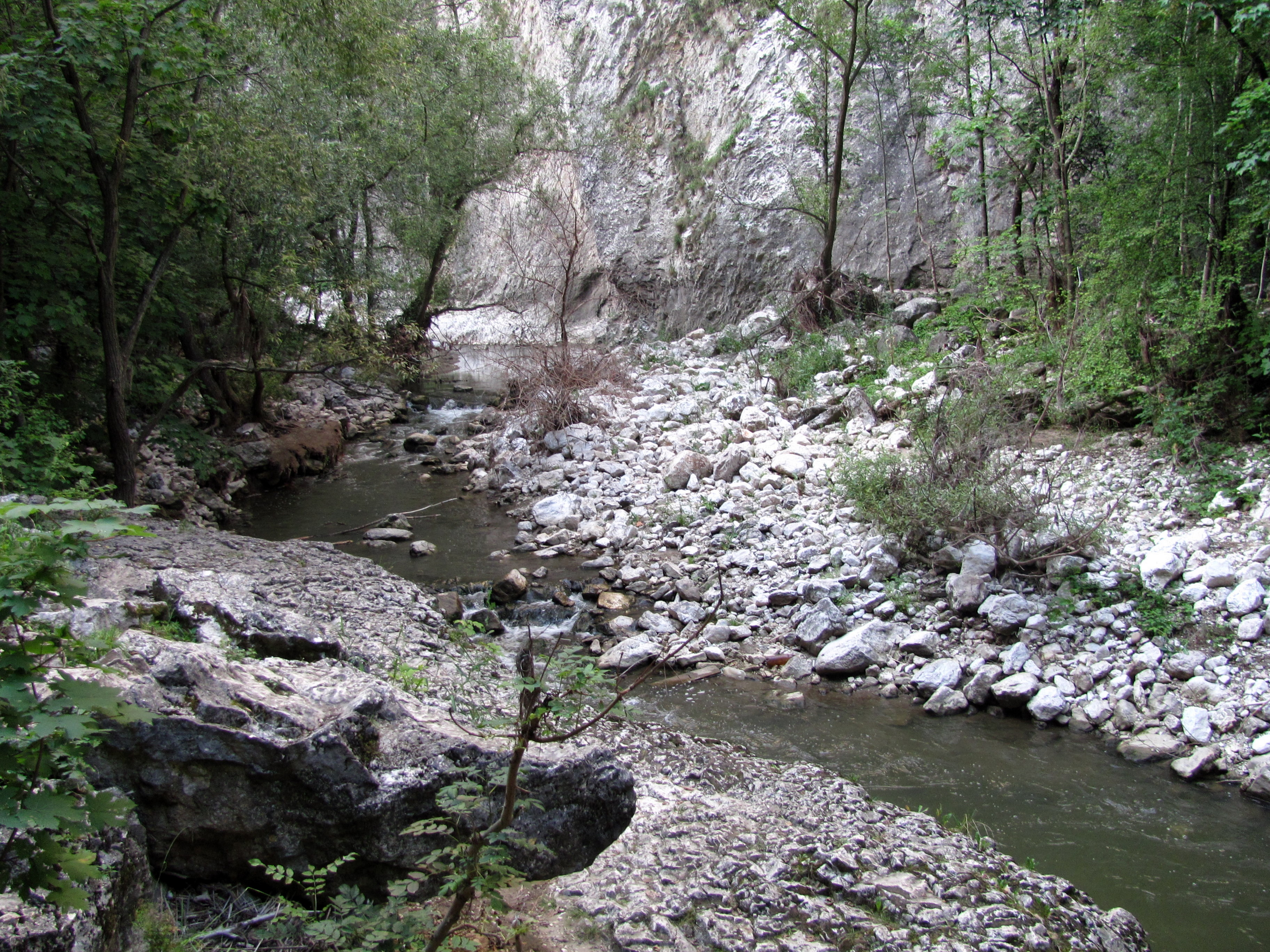
Cheile Turzii Râul Hășdate
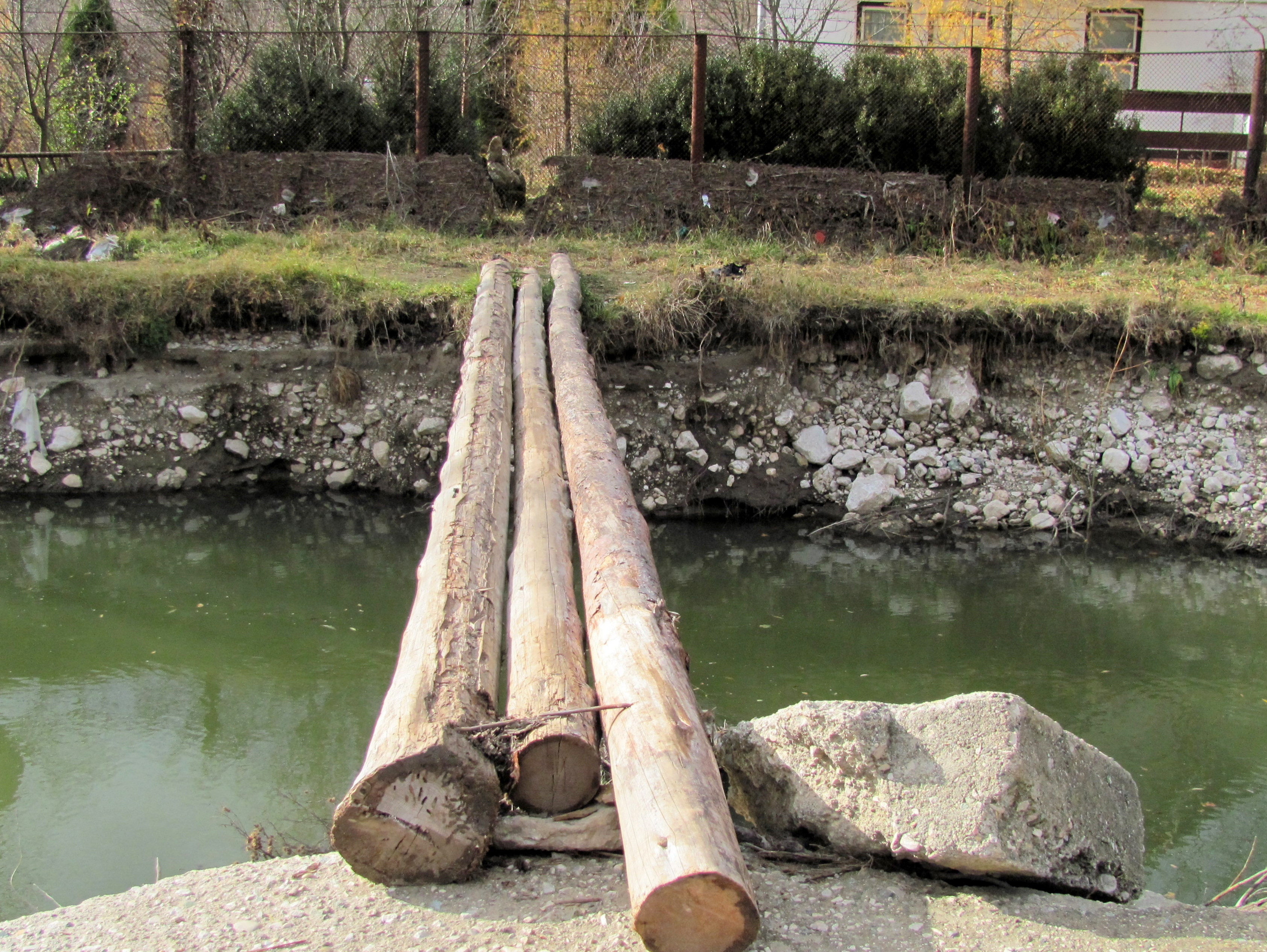
Râul Hășdate la ieșirea din Cheile Turzii
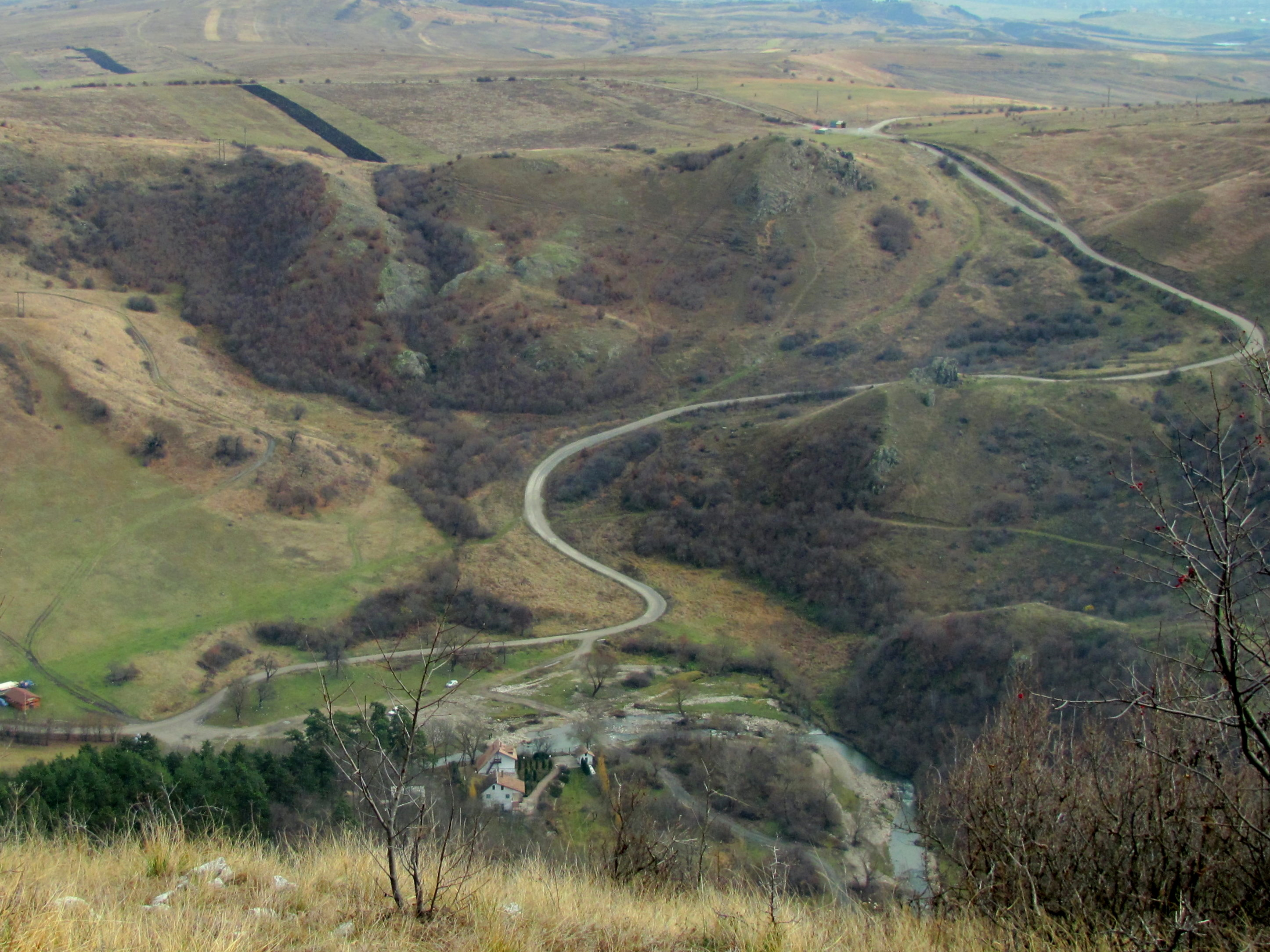
Defileul Hășdate dupa ieșirea din Cheile Turzii spre satul Cornești